# Frontière entre le Kenya et la Somalie
La frontière entre le Kenya et la Somalie est la frontière séparant le Kenya et la Somalie. 

## Géographie
D'une longueur de 700 km dans le sens nord-sud, formée de trois parties presque rectilignes, elle coupe l'équateur à Liboi. Au nord, elle forme un tripoint avec l'Éthiopie, au sud elle continue jusqu'à Shakani (en) sur les rives de l'Océan Indien. Elle sépare les provinces kényanes nord-orientale et de la côte des régions de Somalie de Gedo et Jubbada Hoose.

## Histoire
Cette frontière remonte à l'époque coloniale, lorsque le Kenya était une colonie britannique (l'Afrique orientale britannique, devenue colonie du Kenya en 1920) et le sud de la Somalie une colonie italienne (la Somalie italienne). Elle suivait à l'origine le cours du fleuve Jubba. Son tracé actuel a été établi en 1924, lorsque le Royaume-Uni cède à l'Italie la région du Jubaland en vertu du Pacte de Londres (1915) qui promettait entre autres à l'Italie des compensations coloniales en échange de son entrée dans la Première Guerre mondiale aux côtés des Alliés. En octobre 2021, La Cour internationale de justice de La Haye rends son verdict, dans la dispute maritime opposant la Somalie et le Kenya. Il s'agit de la fin d'un épilogue judiciaire datant de 2014. En mai 2023, le Kenya et la Somalie annoncent un accord pour rouvrir leur frontière terrestre au 1er juillet, officiellement fermée depuis 2011 en raison de l'insurrection des islamistes radicaux shebab.